# 金榮伸
金 榮伸（キム・ヨンシン、朝: 김영신、1961年11月9日 - 1986年8月15日）は、大韓民国の江原道南部原州市出身の元プロ野球選手（捕手）。右投右打。現役時代はOBベアーズ（現：斗山ベアーズ）に所属していた。

## 経歴

### アマチュア時代
1984年にロサンゼルス夏季オリンピックの野球大韓民国代表捕手として出場するなど、有望株として名を挙げていた。

### OB時代
1985年1次指名でOBに入団した。
しかし当時のOBは金卿文や曺凡鉉など盤石の捕手を構えており彼の出場機会は少なく、僅かに与えられたチャンスもほとんどものにできなかった。結果的に生涯で出場した一軍公式戦はわずか22試合だった。

### 突然の死
1986年8月15日、京畿道高陽郡松浦面（現在の高陽市一山西区）の漢江下流で溺死の状態で発見された。死因は成績悲観による自殺と結論づけられた。享年24。これを受けてOBは同日の試合を中止し、他球場では試合前に黙祷が捧げられた。
その後OBは金榮伸を哀悼する意味で、背番号54を永久欠番に設定した。これはKBOリーグ初の永久欠番となった。

## 詳細情報

### 年度別打撃成績
| 年 度    | 球 団    | 試 合 | 打 席 | 打 数 | 得 点 | 安 打 | 二 塁 打 | 三 塁 打 | 本 塁 打 | 塁 打 | 打 点 | 盗 塁 | 盗 塁 死 | 犠 打 | 犠 飛 | 四 球 | 敬 遠 | 死 球 | 三 振 | 併 殺 打 | 打 率 | 出 塁 率 | 長 打 率 | O P S |
| -------- | -------- | ----- | ----- | ----- | ----- | ----- | -------- | -------- | -------- | ----- | ----- | ----- | -------- | ----- | ----- | ----- | ----- | ----- | ----- | -------- | ----- | -------- | -------- | ----- |
| 1985     | OB       | 15    | 22    | 21    | 1     | 4     | 0        | 0        | 0        | 4     | 2     | 0     | 0        | 0     | 0     | 1     | 0     | 0     | 4     | 0        | .190  | .227     | .190     | .417  |
| 1986     | OB       | 10    | 11    | 11    | 0     | 1     | 0        | 0        | 0        | 1     | 0     | 0     | 0        | 0     | 0     | 0     | 0     | 0     | 1     | 1        | .091  | .091     | .091     | .182  |
| KBO：2年 | KBO：2年 | 25    | 33    | 32    | 1     | 5     | 0        | 0        | 0        | 5     | 2     | 0     | 0        | 0     | 0     | 1     | 0     | 0     | 5     | 1        | .156  | .182     | .156     | .338  |

### 背番号

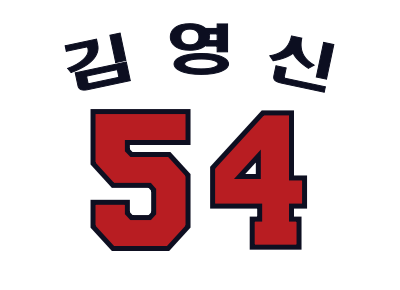
永久欠番となっている斗山の背番号54

- 54（1985 - 1986）

### 代表歴
- 1984年 ロサンゼルスオリンピック 韓国代表